# Eksjö garnison
Eksjö garnison är en garnison inom svenska Försvarsmakten som verkat i olika former sedan 1906. Garnisonen är belägen i norra delen av Eksjö.

## Historik
Eksjö har gamla anor inom det militära som daterar sig till slutet av 1400-talet, då Ränneslätt började användas som militär mötes- och övningsplats. Sedan slutet av 1600-talet övade olika förband utanför staden. Regementena på Eksjö garnison har tillhört infanteriet, ingenjörtrupperna, kavalleriet och trängtrupperna. Åren 1920–1994 var garnisonen fördelad på två kasernetablissement, dels husarkasernen, men även Sjöängen. Garnisonen är Eksjö kommuns tredje största arbetsplats med cirka 500 anställda.
Sommaren 1991 fick militärbefälhavarna i uppdrag av chefen för armén att utreda såväl grundorganisationsalternativ som lokalisering av utbildning. Inom Eksjö garnison tillsattes en arbetsgrupp som fram till augusti 1991 fick i uppdrag att belysa tre alternativ. Alternativ 1, flytta all verksamhet från kasernetablissementet vid Sjöängen för att samlokaliseras med ingenjörtrupperna. Alternativ 2, ingenjörtrupperna samlokaliseras med infanteriet vid kasernetablissementet vid Sjöängen. Alternativ 3, fortsatt delad gruppering vid de två kasernetablissementena men överflödiga byggnader hos ingenjörtrupperna rivs. Efter att arbetsgruppen granskat de tre alternativen, så ansåg den att kasernetablissementet vid Sjöängen skulle lämnas. Bakgrunden var bristen på möjlig till utvidgning av bland annat bygga ny miloverkstad, en negativ miljöpåverkan på staden, genom en ökning av tung trafik genom staden och till sist ekonomin. Inför försvarsbeslutet 1992 föreslog regeringen rationaliseringar av utbildningen av infanteribrigaderna, genom bland annat att samlokalisera förband inom samma stad eller län. Där regeringen då föreslog, som den tidigare utredningen kommit fram till, för riksdagen att samlokalisera regementet och Kalmarbrigaden (IB 42), vilken i huvudsak producerades vid Norra Smålands regemente (I 12/Fo 17), med Göta ingenjörregemente (Ing 2) i Eksjö.

## Sjöängen

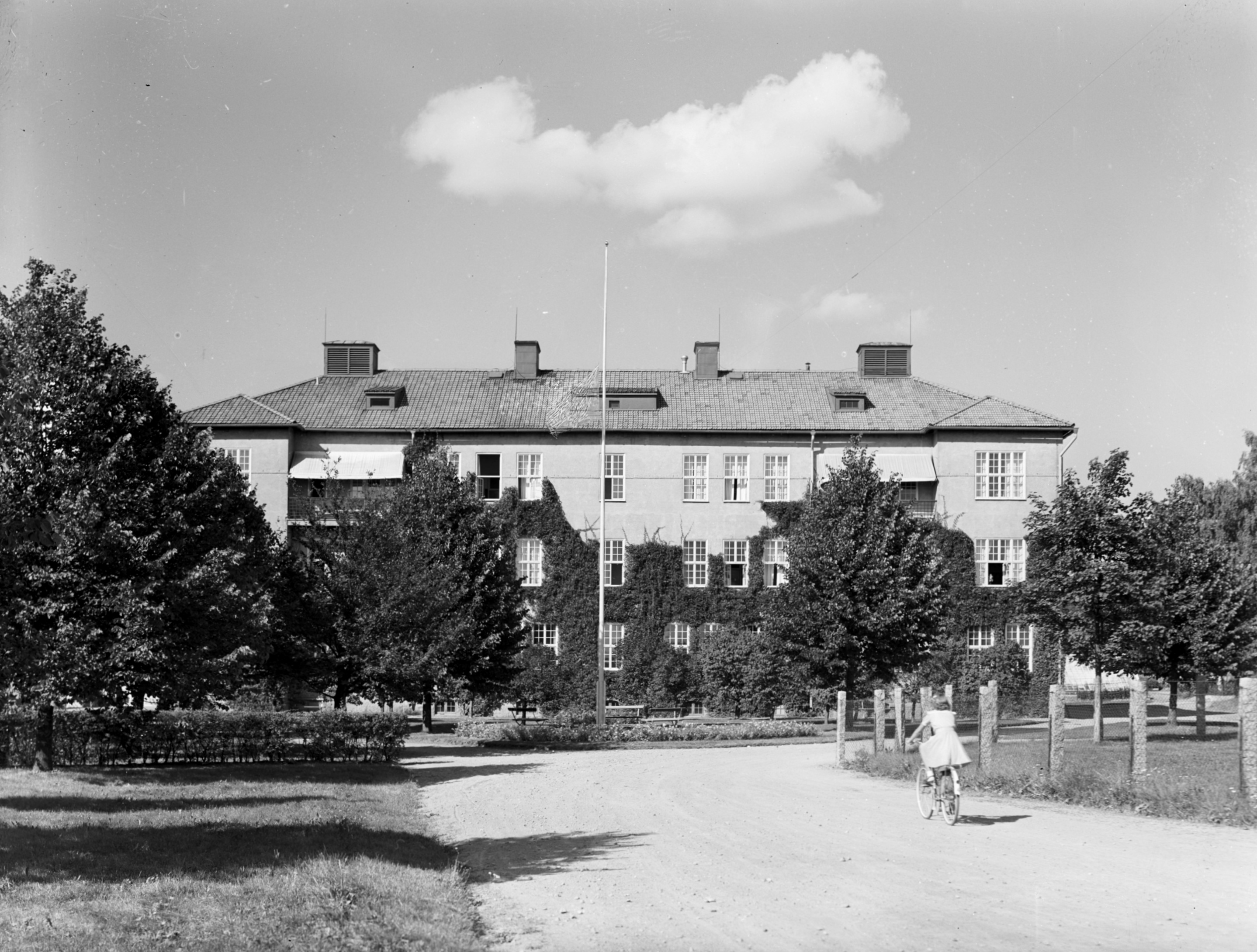
Det före detta Garnisonssjukhuset i Eksjö.

Kasernetablissementet på Regementsgatan 36 uppfördes 1918 efter 1901 års härordnings byggnadsprogram efter Kasernbyggnadsnämndens andra serie typetablissement för infanteriet. Kanslihuset fick i motsats till övriga kaserner i samma serie, endast tre våningar genom att våningen för officersmässen uteslöts. Detta då regementet redan hade en officersmäss, Officersmässen Trianon, som man tog med sig till Eksjö. År 1920 stod kasernområdet färdigt och Kalmar regemente (I 21) flyttade in. Totalt uppfördes ett 40-tal byggnader, vilka kom fram till 1994 att ha utökats till runt 130 byggnader inom kasernområdet. Genom försvarsbeslutet 1925 kom regementet att slås samman med Jönköpings regemente (I 12), vilka bildade det nya regementet Jönköpings-Kalmar regemente (I 12). Regementet verkade sedan inom området fram till 1994. Då det genom försvarsbeslutet 1992 bestämdes att det från och med 1 juli 1994 skulle samlokaliseras med Göta ingenjörkår (Ing 2). I samband med flytten tog man med sig Officersmässen Trianon till Ing 2, vilket blev den tredje gången som mässen flyttade med regementet.

## Orrhaga
Kasernetablissementet vid Lunnagårdsvägen och Stockholmsvägen mellan Orrhaga och Rolandsdamm tillhör de äldsta i Eksjö. De uppfördes 1906 efter 1901 års härordnings byggnadsprogram efter Kasernbyggnadsnämndens efter Fortifikationens typritningar för kavalleriregemente. Som nämns så uppfördes kasernområdet för kavalleriet, och Smålands husarregemente (K 4). Genom försvarsbeslutet 1925 kom dock K 4 att avvecklades den 31 december 1927. Som ersättning till staden för det avvecklade husarregementet omlokaliserades Göta ingenjörkår (Ing 2) från Karlsborgs garnison 1928. År 1945 tillkom Ingenjörtruppskolan (IngS), denna omlokaliserades redan 1950 till Svea ingenjörkår (Ing 1) i Frösunda i Solna. Genom försvarsutredning 1988 kom dock skolan åter till Eksjö, då i form av Fältarbetsskolan, som från och med 1 juli 1992 var en del av Arméns fältarbetscentrum, vilka båda lokaliserades till Eksjö. Några år senare, genom försvarsbeslutet 1992, tillkom även Norra Smålands regemente (I 12). I samband med att de redan befintliga förbanden koncentrerades till en och samma plats, samt att Arméns fältarbetscentrum tillkom, gjordes en större tillbyggnad med bland annat två nya kaserner, nytt sjukhus samt ett till stabshus. Arméns fältarbetscentrum avvecklades senare genom försvarsbeslutet 1996, och Fältarbetsskolan överfördes till det nyupprättade Totalförsvarets ammunitions- och minröjningscentrum. Genom försvarsbeslutet 2000 avvecklades (Norra) Smålands regemente med dess försvarsområdesstab. Genom samma försvarsbeslut tillkom Norra Smålandsgruppen. Sedan den 22 juni 2011 är Göta ingenjörregemente ensam utbildare av ingenjörsförband eftersom Ingenjörkompaniet (tidigare Bodens ingenjörkår) vid Norrbottens regemente (I 19) avvecklades den 21 juni 2011.

## Ränneslätt
Ränneslätt ligger utanför Eksjö och anses vara en av landets äldsta militära övningsplatser och mötesplats. Den svenske konungen Erik XIV mönstrade svenska armén där 1564 i samband med kriget mot Danmark. År 1690 blev Ränneslätt permanent övnings- och mötesplats för Smålands kavalleriregemente. År 1906 lämnades Ränneslätt som förläggning, då ett nytt kasernetablissement hade uppförts till kavalleriet inne i Eksjö. Lägerplatsen kom dock fungera som tillfällig förläggningsplats åt både Östgöta trängkår och Kavalleriets officersskola i väntan på mer permanent förläggning. Sedan 1928 är inget förband förlagt till Ränneslätt, men området ligger inom Eksjö garnisons övnings- och skjutfält och används som övningsfält för garnisonens förband.